# Posto matricial
O posto (português brasileiro) ou característica (português europeu) de uma matriz (em inglês, "matrix rank") é o número de linhas não-nulas da matriz em causa, quando escrita na forma escalonada por linhas. Equivalentemente, corresponde ao número de linhas ou colunas linearmente independentes da matriz. A característica de uma matriz tem várias implicações em relação à independência linear e a dimensão de um espaço vetorial.
O posto de uma matriz pode ser encontrado através dos menores da matriz ou forma escalonada reduzida por linhas. 

## Forma Escalonada Reduzida por Linhas
Nesta forma, é necessário que as matrizes tenham todo o elemento de uma linha que antecede o pivô como nulo. O pivô de uma matriz é quando a linha {\displaystyle m} e a coluna {\displaystyle n} tem o mesmo valor, ou seja, {\displaystyle m=n}. Seja uma matriz {\displaystyle A} com dimensões {\displaystyle 3\times 4}:
{\displaystyle A={\begin{pmatrix}a_{11}&a_{12}&a_{13}&a_{14}\\a_{21}&a_{22}&a_{23}&a_{24}\\a_{31}&a_{32}&a_{33}&a_{34}\\\end{pmatrix}}}
Reduzindo à Forma Escalonada Reduzida por Linhas soma elementos da segunda linha com os elementos da primeira linha multiplicados por {\displaystyle {\frac {-a_{21}}{a_{11}}}}. Resultando:
{\displaystyle A'={\begin{pmatrix}a_{11}&a_{12}&a_{13}&a_{14}\\0&a_{22}-{\frac {a_{12}\times a_{21}}{a_{11}}}&a_{23}-{\frac {a_{13}\times a_{21}}{a_{11}}}&a_{24}-{\frac {a_{14}\times a_{21}}{a_{11}}}\\a_{31}&a_{32}&a_{33}&a_{34}\\\end{pmatrix}}}
Repetindo o mesmo processo de com a terceira linha, resulta-se:
{\displaystyle A'={\begin{pmatrix}a_{11}&a_{12}&a_{13}&a_{14}\\0&a_{22}-{\frac {a_{12}\times a_{21}}{a_{11}}}&a_{23}-{\frac {a_{13}\times a_{21}}{a_{11}}}&a_{24}-{\frac {a_{14}\times a_{21}}{a_{11}}}\\0&a_{32}-{\frac {a_{12}\times a_{31}}{a_{11}}}&a_{33}-{\frac {a_{13}\times a_{31}}{a_{11}}}&a_{34}-{\frac {a_{14}\times a_{31}}{a_{11}}}\\\end{pmatrix}}}
Repetindo o mesmo processo transformando {\displaystyle a_{32}-{\frac {a_{12}\times a_{31}}{a_{11}}}} em 0, seja a matriz {\displaystyle E} a matriz escalonada, tem-se:
{\displaystyle E={\begin{pmatrix}a_{11}&a_{12}&a_{13}&a_{14}\\0&e_{22}&e_{23}&e_{24}\\0&0&e_{33}&e_{34}\end{pmatrix}}}.
O posto será o número de linhas que tem elementos diferente de 0 após o escalonamento. Se a matriz for quadrada, e o posto for igual ao número de linhas, então a matriz tem Posto Cheio (full rank). Resultando em uma matriz linearmente independente, e um dos pré-requisitos para a inversão de matriz.
Caso não seja possível por esse método, é recomendado utilizar outros métodos, como através do método de menor.

## Característica de uma matriz
De acordo com o teorema de Kronecker, a característica de uma matriz B é c se e somente se:
- Existe pelo menos uma submatriz  {\displaystyle c\times c} cujo determinante é diferente de zero.
- Toda submatriz quadrada de ordem superior a c tem determinante zero.

Um menor de uma matriz é o determinante de uma de suas submatrizes. Logo, B tem a característica c quando pelo menos uma de suas submatrizes tem um determinante c não nulo (seu menor) e todo menor de ordem superior é igual a zero.
Se c for não nulo, então c é o maior inteiro não-negativo tal que B possui pelo menos uma submatriz {\displaystyle c\times c} com determinante diferente de zero. De acordo com a definição,
- {\displaystyle \mathrm {car} (B)\leqslant m}
- {\displaystyle \mathrm {car} (B)\leqslant n}

onde m é o número de linhas e n o número de colunas de B.

## Literatura
- Horn, Roger A. and Johnson, Charles R. Matrix Analysis. Cambridge University Press, 1985. ISBN 0-521-38632-2.
- Kaw, Autar K. Two Chapters from the book Introduction to Matrix Algebra: 1. Vectors  and System of Equations
- Mike Brookes: Matrix Reference Manual.
- Boldrini; Costa; Figueiredo; Wetzler Álgebra Linear, 3a edição, Editora Habra.